# 马丁·巴希尔
马丁·亨利·巴希尔（英語：Martin Henry Bashir，1963年1月19日—），是一名英国记者和新闻主播。1995年，他作為英国广播公司的記者採訪了威爾斯王妃戴安娜，2003年又以英国独立电视台記者的身份採訪了迈克尔·杰克逊。
1986年至1999年，马丁·巴希尔一直在英国广播公司上班，製作了包括《廣角鏡》在内的节目；之后他加入了ITV。2004年至2016年，他前往美國纽约上班，先是担任美国广播公司《夜線》主播，然后在MSNBC担任政治评论员、負責主持自己的节目《马丁-巴希尔》，并担任全国广播公司《日界線》的记者。2013年12月，由於其对前阿拉斯加州长暨美国副总统候选人莎拉·佩林发表了不適當的言論，他從MSNBC辭職。2016年他回到英国广播公司担任宗教事务记者，2021年5月以健康原因為由辭職。
2021年，英国广播公司总监蒂姆·戴维就1995年巴希尔专访威爾斯王妃戴安娜的節目向威爾斯王妃戴安娜的胞弟史賓賽伯爵道歉，因为巴希尔在專訪時使用了伪造的银行账单来蠱惑和誤導威爾斯王妃戴安娜。2020年10月，英國第四台播出紀錄片《戴安娜：那場訪談背後的真相》（Diana: The Truth Behind the Interview），曝光多位知情人士對1995年巴希尔专訪的質疑。前英国最高法院大法官戴森勋爵约翰·戴森（John Dyson, Lord Dyson）对1995年的巴希尔专訪展開了独立调查。2021年5月21日，约翰·戴森发表独立调查报告《戴森报告》（The Dyson Report），证实巴希尔在1995年利用伪造的银行账单诱导戴安娜王妃接受他的专访。